# Maya Hawke
Maya Ray Ellie Thurman Hawke (New York, 8 luglio 1998) è un'attrice, modella e cantante statunitense.

## Biografia
Nata a New York, è figlia degli attori Uma Thurman e Ethan Hawke. I suoi genitori si incontrarono sul set di Gattaca - La porta dell'universo (1997) e si sposarono nel 1998, per poi divorziare nel 2005. Suo fratello minore Levon è nato nel 2002. Ha anche due sorellastre nate dal secondo matrimonio del padre con Ryan Shawhughes. Ha un'altra sorella nata nel 2012 dalla relazione della madre con il finanziere Arpad Busson.
Hawke soffre di dislessia, che l'ha costretta a cambiare scuola frequentemente durante la sua istruzione primaria, prima di iscriversi alla Saint Ann's School, una scuola privata a Brooklyn. Ha preso parte a studi estivi alla Royal Academy of Dramatic Art di Londra e al rinomato Stella Adler Studio of Acting a New York. Ha inoltre studiato alla Juilliard School, ma dopo un anno l'ha lasciata per dedicarsi ai primi ruoli.
Ad inizio carriera ha posato come modella per Vogue. Successivamente è stata scelta come testimonial per la collezione del marchio di moda britannico AllSaints. Nel 2017, assieme a Kirsten Dunst e Lauren Hutton, è stata la protagonista della campagna pubblicitaria in bianco e nero per la linea primavera/estate di intimo di Calvin Klein, diretta da Sofia Coppola.
Nel 2017 ottiene la parte di Jo March nella miniserie televisiva Piccole donne, adattamento della BBC dell'omonimo romanzo di Louisa May Alcott. In seguito recita una piccola parte nel film di Quentin Tarantino C'era una volta a... Hollywood. Nel 2019 entra nel cast della terza stagione della serie di Netflix Stranger Things, in cui interpreta il ruolo di Robin.

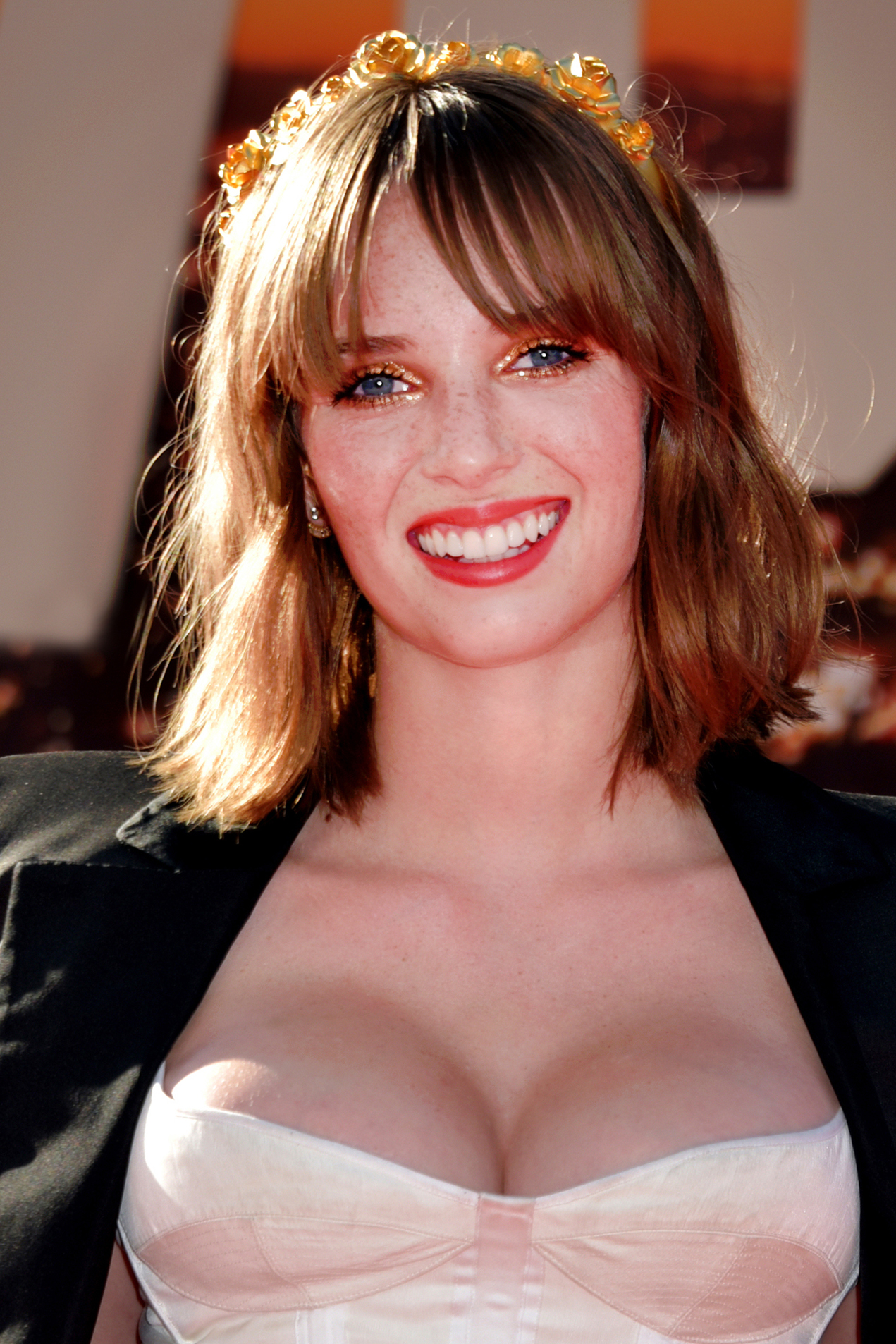
Maya Hawke nel 2019 alla première di C'era una volta a... Hollywood

Nell'agosto 2019 pubblica due singoli To Love a Boy / Stay Open, scritti e registrati in collaborazione con il cantautore Jesse Harris. A marzo 2020 pubblica il singolo By Myself, che anticipa il suo album d'esordio Blush, la cui pubblicazione era prevista per il 19 giugno 2020 per poi essere posticipata al 20 agosto 2020 in seguito alle proteste del movimento Black Lives Matter. Nel 2024 dà la voce al personaggio di Ansia nel film d'animazione Inside Out 2.

## Filmografia

### Cinema
- Ladyworld, regia di Amanda Kramer (2018)
- C'era una volta a... Hollywood (Once Upon a Time... in Hollywood), regia di Quentin Tarantino (2019)
- Il capitale umano - Human Capital (Human Capital), regia di Marc Meyers (2019)
- Nessuno di speciale (Mainstream), regia di Gia Coppola (2020)
- Do Revenge, regia di Jennifer Kaytin Robinson (2022)
- Asteroid City, regia di Wes Anderson (2023)
- Maestro, regia di Bradley Cooper (2023)
- Wildcat, regia di Ethan Hawke (2023)
- La stanza degli omicidi (The Kill Room), regia di Nicol Paone (2023)

### Televisione
- Piccole donne (Little Women) – miniserie TV, 3 puntate (2017)
- Stranger Things – serie TV, 17 episodi (2019-2022)
- The Good Lord Bird - La storia di John Brown (The Good Lord Bird) – miniserie TV, 1 puntata (2020)
- Fear Street Parte 1: 1994 (Fear Street Part One: 1994), regia di Leigh Janiak – film TV (2021)

### Doppiaggio
- Inside Out 2, regia di Kelsey Mann (2024)

## Discografia

### Album in studio
- 2020 – Blush
- 2022 – Moss
- 2024 – Chaos Angel

### EP
- 2024 – Clipped Wings

### Singoli
- 2019 – To Love a Boy / Stay Open
- 2020 – By Myself
- 2020 – Coverage
- 2020 – So Long
- 2020 – Generous Heart
- 2021 – Blue Hippo
- 2022 – Thérèse
- 2022 – Sweet Tooth
- 2022 – Luna Moth
- 2023 – Coming Around Again
- 2023 – We Don't Run (con Ethan Hawke)
- 2023 – My Body Is Rotten (Over Demo)
- 2024 – Missing Out
- 2024 – Dark
- 2024 – Hang In There
- 2024 – Kamikaze Comic

### Collaborazioni
- 2022 – Song of Trouble (Carm feat. Maya Hawke)
- 2023 – Honey (Samia feat. Maya Hawke)

## Doppiatrici italiane
Nelle versioni in italiano delle opere in cui ha recitato, Maya Hawke è stata doppiata da:
- Eva Padoan in Piccole donne, Do Revenge, La stanza degli omicidi
- Lucrezia Marricchi in Il capitale umano - Human Capital, Asteroid City
- Roisin Nicosia in C'era una volta a... Hollywood, Maestro
- Emanuela Ionica in Stranger Things
- Chiara Oliviero in The Good Lord Bird - La storia di John Brown

Da doppiatrice è sostituita da:
- Pilar Fogliati in Inside Out 2